# Leggi razziali del regime di Vichy
Le leggi razziali del regime di Vichy furono emanate durante il periodo dell'occupazione tedesca, rivolte a definire lo status di ebreo, rendendo di fatto l'ebreo una categoria separata dal resto della popolazione. Il decreto del 9 dell'ottobre 1940 e il successivo del 11 del giugno 1941 specificarono che queste leggi furono valide anche nelle colonie, nei protettorati e nei territori mandatari.
Alla liberazione della Francia, questi atti furono dichiarati "nulli e privi di effetto", in base al decreto del 9 agosto 1944 relativo al ripristino della legge repubblicana.

## Descrizione

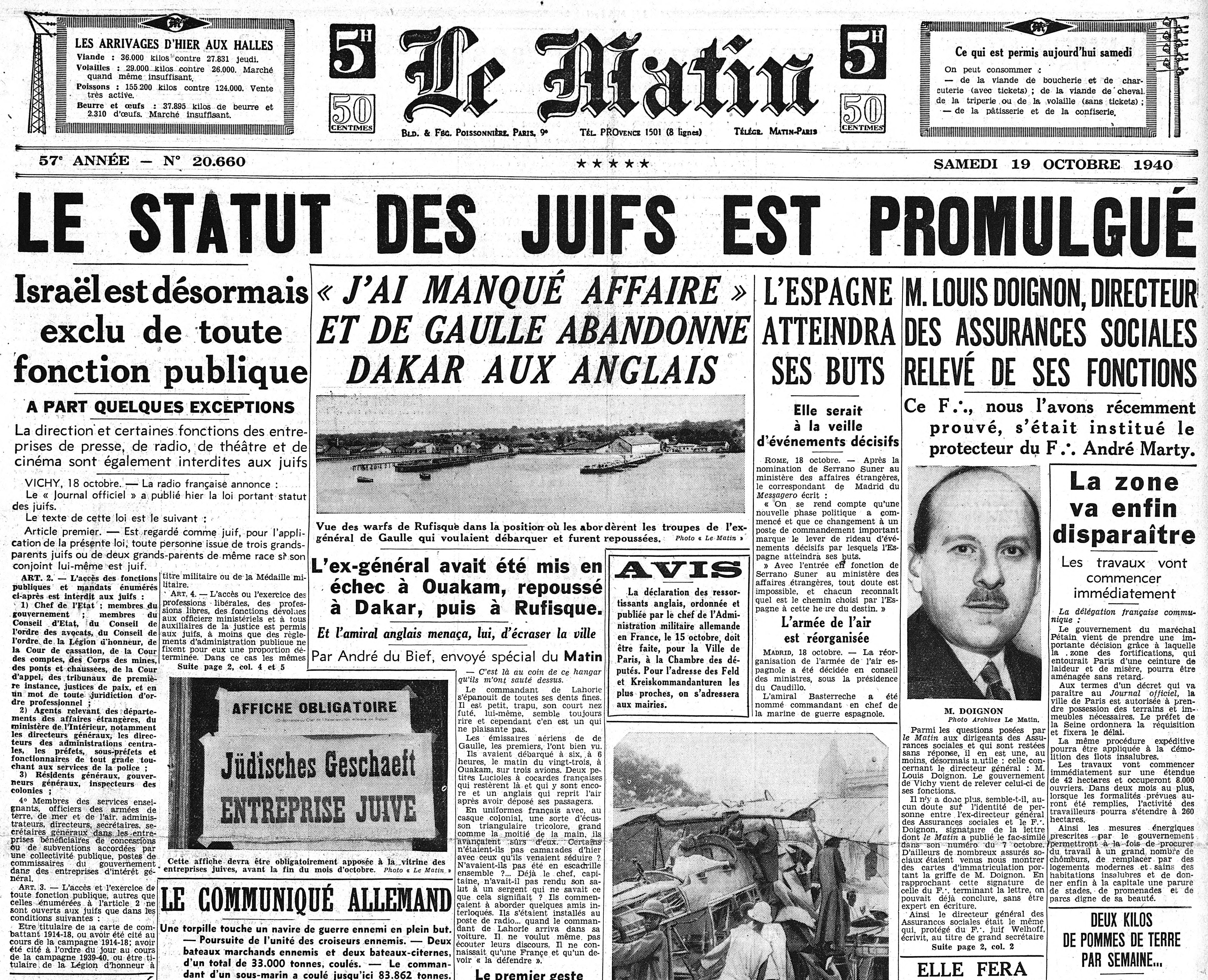
Il quotidiano Le Matin del 19 ottobre 1940 annuncia la promulgazione delle leggi razziali.

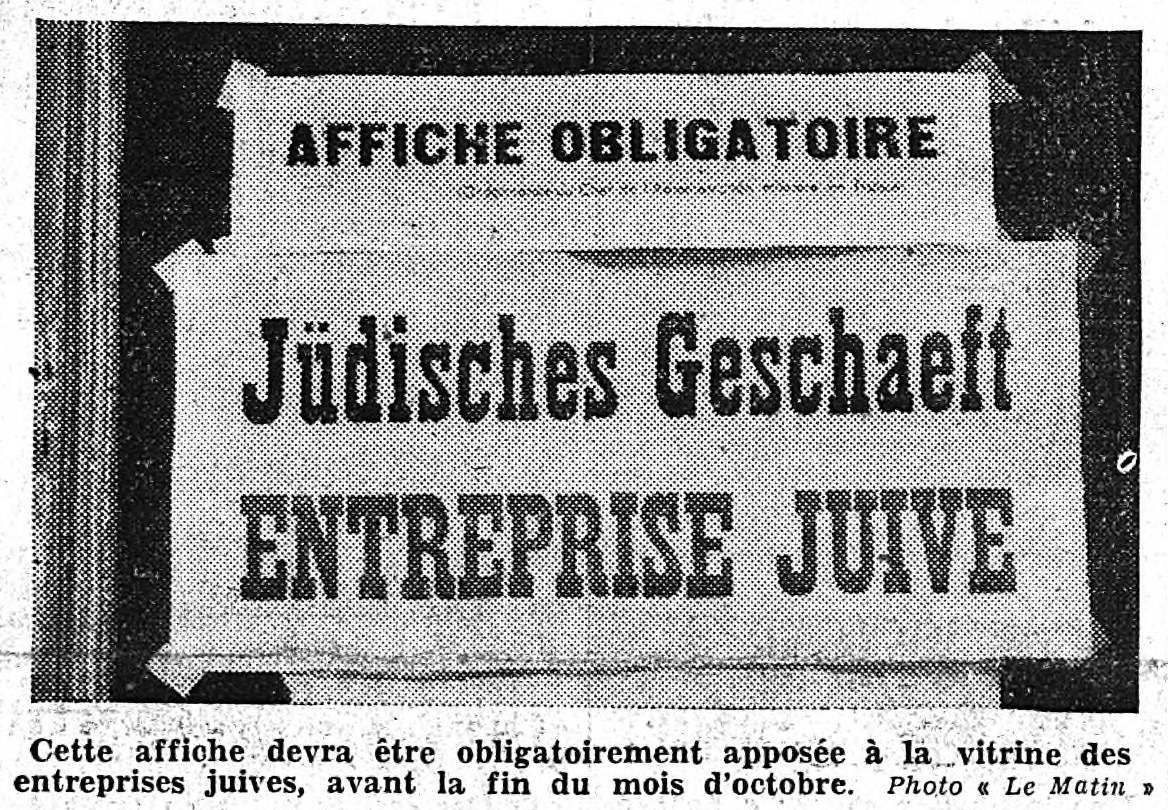
Cartello bilingue, in tedesco e francese, fu obbligatorio esporlo da ottobre 1940.

I decreti legge sullo status degli ebrei furono diversi a seconda che l'area interessata fosse annessa alla Germania, occupata o dipendente dal regime di Vichy. Nella zona franca, il regime differì anche in base alle diverse nazionalità dei cittadini dei paesi annessi al Reich (Polonia, Cecoslovacchia, Austria, ecc.), degli stranieri e dei francesi.
Le ordinanze applicate nella zona occupata furono simili a quelle in Germania, e a queste si ispirarono inoltre quelle prese da Vichy: furono molto più rigorose di quelle attuate dall'Italia fascista nella contea di Nizza.
Prima dell'invasione dell'Unione Sovietica del 22 giugno 1941, in base alla firma del patto tedesco-sovietico del 23 agosto 1939, la caccia ai comunisti non fu all'ordine del giorno per i nazisti: in Francia però il Partito Comunista Francese fu dichiarato fuori legge dal governo Daladier in seguito alla dichiarazione di guerra del settembre 1939 perché il partito fu considerato un alleato della Germania in base all'approvazione del patto, e di conseguenza i militanti furono arrestati.
La legge cosiddetta sulle denaturalizzazioni fu adottata il 22 luglio 1940, appena un mese dopo la proclamazione del regime di Vichy di Pétain. Il primo decreto, del 3 ottobre 1940, escluse gli ebrei dal servizio civile e dalle attività commerciali e industriali, mentre il secondo, approvato nel luglio 1941, fu prevista la registrazione delle imprese ebraiche e l'esclusione degli ebrei da ogni professione commerciale o industriale. La legge del 4 ottobre 1940 sugli "stranieri di razza ebraica" autorizzò l'immediato internamento degli ebrei stranieri.
L'amministrazione francese si pose così completamente al servizio della politica nazista nei confronti degli ebrei. Come previsto dalle convenzioni di armistizio, la Polizia e la Gendarmeria francese, eseguirono gli ordini di arresto nei confronti degli ebrei, compresi i bambini, decisi dalle autorità tedesche nella zona occupata e si occuparono del trasporto nei campi di concentramento francesi. In seguito, i funzionari del regime di Vichy avrebbero continuato a consegnarli ai nazisti come parte del piano dell'Olocausto. Così, il "fascicolo Tulard", compilato dalla questura di Parigi, venne trasmesso al servizio IV J della Gestapo, ufficio incaricato della "questione ebraica".

## Disposizioni del trattato di armistizio
Il trattato di armistizio firmato il 22 giugno 1940 presso la radura di Rethondes, nella foresta di Compiègne, dal maresciallo Keitel, come rappresentante del Terzo Reich, e dal generale Huntziger, rappresentante del governo francese del maresciallo Pétain, previde che la sovranità francese fosse esercitata in tutto il territorio comprese la zona occupata e le regioni dell'Alsazia e Mosella, ma nella zona occupata fu previsto anche che la Germania esercitasse i diritti di potenza occupante, scelta che implicò la collaborazione dell'amministrazione. Se il trattato non avesse incluso alcuna disposizione relativa agli ebrei, due clausole avrebbero legato il loro destino alla politica antisemita della Germania:
- l'articolo 3 recitava:"Nelle regioni occupate della Francia, il Reich tedesco esercita tutti i diritti della potenza occupante. Il governo francese si impegna ad agevolare con ogni mezzo i regolamenti relativi all'esercizio di questi diritti e alla loro applicazione con l'assistenza dell'amministrazione francese."
- gli articoli 16 e 19, recitavano:"il governo francese procederà al rimpatrio della popolazione nei territori occupati, d'intesa con i competenti servizi tedeschi" (nel caso delle popolazioni fuggite dalle zone di persecuzione o di guerra); "tutti i prigionieri di guerra e civili tedeschi, compresi gli accusati e i condannati che sono stati arrestati e condannati per atti commessi a favore del Reich tedesco, devono essere consegnati senza indugio alle truppe tedesche"; in più "Il governo francese è tenuto a consegnare su richiesta tutti i cittadini tedeschi indicati dal governo del Reich e che si trovano in Francia, nonché nei possedimenti francesi, nelle colonie, nei territori sotto protettorato e sotto mandato."

Pertanto, fu necessario specificare le misure adottate dalle autorità di occupazione tedesche nella regione settentrionale e occidentale della Francia e quelle adottate dal regime di Vichy.

## Cronologia delle misure adottate

### Autorità tedesche nella zona occupata
- 1º luglio 1940: i tedeschi espulsero diverse migliaia di ebrei francesi dall'Alsazia e dalla Lorena. Alcuni si stabilirono nelle città, ad esempio Limoges, altri furono raggruppati nei campi come Gurs.[1][2][3]
- 27 settembre 1940: ordine tedesco che definisce lo status di ebreo e le disposizioni relative alle loro proprietà; censimento degli ebrei, obbligo del cartello "ebreo" sulle vetrine dei negozi; divieto di rientro nella zona occupata per gli ebrei emigrati.
- 18 ottobre 1940: ordine tedesco di sequestro delle attività commerciali e delle proprietà appartenenti agli ebrei, noto come ordine di arianizzazione.
- 26 aprile 1941: secondo ordine tedesco che ridefinisce lo status degli ebrei.
- 14 maggio 1941: prima grande retata collettiva, riguardante gli ebrei polacchi, di età compresa tra 18 e 40 anni, cecoslovacchi e austriaci, di età compresa tra 18 e 60 anni.[4]
- 28 maggio 1941: blocco dei conti correnti ebraici, d'ora in poi soggetti al Servizio di Controllo degli Amministratori Provvisori.
- 14 giugno 1941: ordine tedesco che estende alla zona franca il secondo decreto tedesco della zona occupata. Fu rifiutato dal governo di Vichy.
- 13 agosto 1941: ordine tedesco che vieta agli ebrei di possedere un ricevitore radio. A Parigi i dispositivi devono essere depositati presso la questura o nelle stazioni di polizia degli arrondissement entro il 1º settembre 1941.[5]
- 28 settembre 1941: ordine tedesco che impone il pagamento alla Caisse des dépôts et consignations del denaro ricavato dalla vendita dei beni confiscati agli ebrei nell'ambito dell'arianizzazione.
- 17 dicembre 1941: ordine tedesco che impone agli ebrei una multa di un miliardo di franchi da prelevare dalle somme sequestrate alla Caisse des dépôts et consignations.
- 7 febbraio 1942: ordine tedesco che impone il coprifuoco dalle 20:00 alle 06:00 per gli ebrei e vieta loro di spostarsi.
- 24 marzo 1942: ordine tedesco che estende la definizione di ebreo e la legislazione precedente.
- 27 marzo 1942, zona occupata: primo convoglio di ebrei deportati dalle autorità tedesche dal campo di Compiègne.
- 29 maggio 1942: ordine tedesco che impone l'uso della stella gialla dal 7 giugno per tutti gli ebrei di età superiore ai 6 anni.
- 10 giugno 1942: istruzione tedesca comunicata alla Compagnie du métropolitain che impone agli ebrei di prendere solo l'ultima vettura della metropolitana.
- giugno 1942: le SS si occupano della ricerca e dell'arresto di tutti gli ebrei.
- 3 luglio 1942: ordine tedesco che vieta agli ebrei nella zona occupata di usare telefoni e cabine telefoniche.
- 8 luglio 1942: ordine tedesco che vieta agli ebrei di frequentare i teatri e vieta loro di entrare nei negozi al di fuori del periodo temporale dalle 15 alle 16.
- 12 luglio 1942: ordine di Theodor Dannecker di arrestare tutti gli ebrei nella zona occupata.
- 16 luglio 1942: massiccio arresto nella zona occupata di ebrei, internati al Velodromo d'Inverno.
- 11 novembre 1942: invasione tedesca della zona franca in risposta all'operazione Torch in Nord Africa.

In Francia fu aperto il campo di concentramento di Natzweiler-Struthof nell'aprile 1941, nel territorio poi annesso alla Germania.

### Governo di Vichy

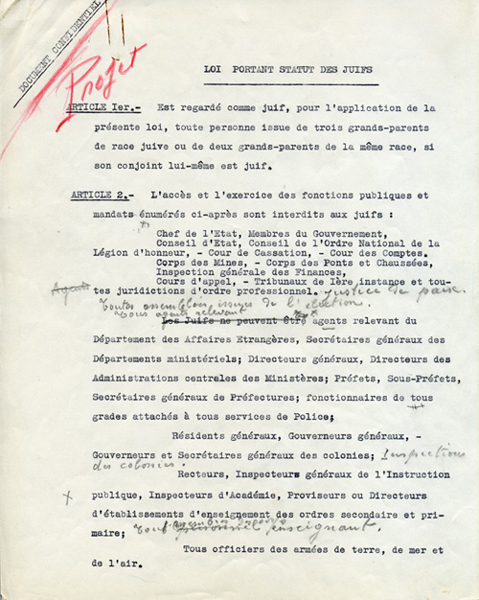
Testo della legge, annotato da Pétain (pagina 1).

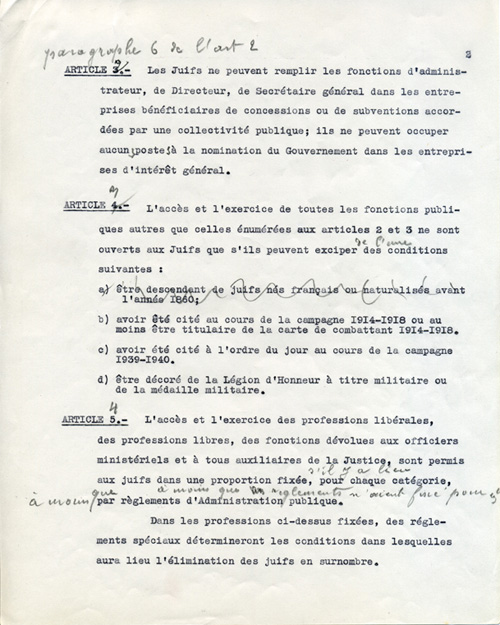
Testo della legge, annotato da Pétain (pagina 2).

Le prime misure anti-ebraiche furono prese poco dopo le autorità tedesche: il primo decreto fu emesso il 3 ottobre 1940, preparato da Raphaël Alibert, vietò agli ebrei francesi di esercitare un certo numero di professioni (funzionario pubblico, insegnante, giornalista, dirigente di società,  ecc.), mentre il decreto del 4 ottobre 1940 sui "cittadini stranieri di razza ebraica" considerò di rinchiudere gli stranieri ebrei nei campi di internamento nel sud del Paese da dove poi partirono sui convogli verso le regioni che il Terzo Reich ritenne definitivamente annesse, come l'Alsazia, la Lorena e in alcuni casi anche il Belgio.
Le norme francesi che regolarono lo status di ebreo furono copiate dalle leggi o dagli ordini nazisti, e le eguagliarono per la durezza subita dalle vittime. Furono molto più rigorose di quelle emanate dall'Italia fascista nell'area occupata dagli italiani. Queste leggi eccezionali furono introdotte con l'avvento del nuovo regime guidato da Pétain, in questo modo il 22 luglio 1940 fu promulgata la legge sulle denaturalizzazioni. L'amministrazione francese si mise così al servizio della Germania nazista, furono ricercati gli ebrei, compresi i bambini, arrestati dalla polizia e dalla gendarmeria francese, trasportati sui treni della SNCF nei campi di concentramento, di Gurs e molti altri, quindi nei campi di transito come Drancy, per essere deportati dai nazisti nei campi di sterminio situati in Germania e Polonia.
- 12 luglio 1940: divieto ai non nati francesi, ossia da genitori francesi, di appartenere a un gabinetto ministeriale.[7]
- 17 luglio 1940: fu stabilito che "nessuno può essere impiegato nell'amministrazione dello Stato senza cittadinanza francese per origine, in quanto nato da padre francese".[8]
- 22 luglio 1940: legge di revisione delle naturalizzazioni ottenute dal 1927, su 195.000 naturalizzazioni, 15.000 persone (il 7,7%) persero la nazionalità e divennero apolidi, di cui circa 6.000 furono ebrei.
- 23 luglio 1940: legge sulla decadenza della cittadinanza francese per coloro che lasciarono la Francia.[9]
- 16 agosto 1940: legge che condizionò la professione di medico alle persone di nazionalità francese, nate da padre francese o naturalizzate prima del 1927.
- 27 agosto 1940: legge che abrogò il decreto-legge Marchandeau del 21 aprile 1939 sulla punizione dell'insulto e della diffamazione razziale.
- 10 settembre 1940: legge che limitò l'accesso all'avvocatura ai cittadini nati da padri francesi.[10]
- 3 ottobre 1940: primo decreto contro gli ebrei, pubblicato il 18 ottobre, con il quale furono esclusi dal servizio civile dello Stato, dall'esercito, dall'istruzione e dalla stampa. Lo stesso giorno, la Prefettura di Polizia comunicò che la dichiarazione prescritta dall'ordinanza tedesca sul censimento degli ebrei sarà ricevuta dai commissari di polizia.[11] Nel maggio 1941, circa 119 accademici dovettero lasciare i loro incarichi (76 nella zona occupata, 43 nella zona meridionale), e un mese dopo, quando fu promulgato il secondo decreto contro gli ebrei, altri 125 membri dell'università francese si trovarono disoccupati. La nozione di "servizi eccezionali" (articolo 8 della legge n° 3, ottobre 1940) consentì delle eccezioni e di conseguenza rese possibili alcune riclassificazioni.[12]
- 4 ottobre 1940: internamento degli stranieri di origine ebraica con provvedimento amministrativo dei prefetti.
- 7 ottobre 1940: abolizione del decreto Crémieux di concessione della nazionalità francese agli ebrei d'Algeria.
- 31 ottobre 1940: fine delle operazioni di censimento nel dipartimento della Senna. Diedero origine all'Archivio degli Ebrei della Prefettura della Senna, noto come Archivio Tulard.[13] In totale, alla fine dell'anno 1940, si contarono 151.000 ebrei.[14]
- 31 ottobre 1940: Zahir relativo alla domanda in Marocco dello status di ebrei. La sua attuazione iniziò il 1º gennaio 1941.[15]
- 26 dicembre 1940: decreto attuativo, nel pubblico servizio, della legge del 3 ottobre 1940,[16] esteso alle colonie il 9 marzo 1941.[17]
- 29 marzo 1941: a Parigi fu creata la Commissione generale per le questioni ebraiche sotto il comando di Xavier Vallat.
- Il governo rifiutò l'applicazione del secondo decreto nella zona franca promulgato in data 26 aprile 1941.
- 2 giugno 1941: estensione dell'elenco dei divieti professionali, numerus clausus del 2% per le libere professioni e del 3% per l'insegnamento nelle università. Approvato il decreto nel luglio 1941 che escluse anche gli ebrei dalle professioni commerciali o industriali, nel contempo furono autorizzati i prefetti ad avviare l'internamento amministrativo degli ebrei francesi.[18] Legge che prescrisse il censimento degli ebrei nella zona occupata e nella zona franca.[19]
- 21 giugno 1941: legge che regolò le condizioni di ammissione degli ebrei agli istituti di istruzione superiore, introduzione del numerus clausus del 3% applicabile agli studenti ebrei.[20]
- 16 luglio 1941: decreto che disciplinò la professione di avvocato,[21] le funzioni di pubblico ufficiale o di funzionario ministeriale nei confronti degli ebrei.[22]
- 22 luglio 1941: legge relativa alle imprese e ai beni appartenuti agli ebrei assenti o scomparsi, nota come "Legge sull'arianizzazione", adottata dal governo di Vichy.
- 11 agosto 1941: decreto che disciplinò la professione di medico.[23]
- 24 settembre 1941: decreto che disciplinò la professione di architetto.[24]
- 2 novembre 1941: legge che vietò qualsiasi acquisizione da parte degli ebrei senza autorizzazione.[25]
- 17 novembre 1941: legge che regolò l'accesso degli ebrei alla proprietà fondiaria.[26]
- 27 novembre 1941: deputati e senatori ebrei furono privati dei loro mandati dal governo di Vichy.
- 29 novembre 1941: legge sullo scioglimento delle associazioni ebraiche e sul trasferimento dei loro beni all'Unione Generale degli Israeliti di Francia posta sotto il controllo della Commissione Generale per gli Affari Ebraici.[27]
- 9 dicembre 1941: decreto che previde l'internamento degli stranieri e degli ebrei apolidi entrati in Francia dal 1º gennaio 1936.
- 26 dicembre 1941: decreto che disciplinò la professione di levatrice[28] e di farmacista.[29]
- 5 giugno 1942: decreto che disciplinò la professione odontoiatrica.[30]
- 11 giugno 1942: decreto che vietò agli ebrei le professioni artistiche.
- 11 novembre 1942: invasione della zona franca da parte della Germania.
- 11 dicembre 1942: legge che impose agli ebrei di avere la dicitura "ebreo" stampigliata sulle loro carte d'identità.

### Origine della legge del 3 ottobre
Il primo decreto francese per l'esclusione degli ebrei, del 3 ottobre 1940, fu adottato pochi giorni dopo l'ordine tedesco del 27 settembre, ciò suggerirebbe che le due misure siano state preparate di concerto, ma non ci sono prove a sostegno di questa tesi. Le testimonianze, anche di chi fu vicino a Pétain all'indomani della guerra, stabiliscono che non solo la legislazione di Vichy fu spontanea ma che inoltre lo stesso Pétain fu personalmente coinvolto nell'esclusione degli ebrei dai settori della giustizia e dell'istruzione.
Una versione bozza del testo della legge, annotata da Philippe Pétain e pubblicata il 3 ottobre 2010, confermerebbe che lo stesso Pétain inasprì il testo.

### Abrogazione
Le leggi razziali furono abrogate il 20 agosto 1944, con la caduta del regime di Vichy.